# Годой Рейес, Вирхилио
Вирхилио Абелардо Годой Рейес (исп. Virgilio Abelardo Godoy Reyes; 1 мая 1934, Леон, Никарагуа — 17 ноября 2016, Манагуа, Никарагуа) — никарагуанский военный и государственный деятель, вице-президент Никарагуа (1990—1995).

## Биография
После окончания средней школы в 1961 г. получил высшее юридическое образование в Национальный автономный университет Мексики и специализировался в последующем в Центральном университете Эквадора по международному праву. В 1974 г. после нескольких лет преподавательской деятельности окончил аспирантуру по политологии в Национальном автономном университете Мексики.
В 1958 г., находясь в Мексике, он был завербован в партизанскую армию никарагуанскую престарелого генерала Рамона Раудалеса, бывшего соратника Аугусто Сандино, попытавшегося на волне Кубинской революции сместить никарагуанского диктатора Луиса Сомосу. Он перебрался к границе Гондураса, недалеко от Никарагуа, где проводилась военная подготовка. Там ему удалось пережить нападение, совершённое гондурасской армией на партизанский лагерь, потому что гондурасская и никарагуанская армии имели соглашение о взаимной поддержке.
В 1966 г. он вступил в Независимую либеральную партию.
В 1966—1979 гг. являлся профессором Национального автономного университета Никарагуа (UNAN), занимал должность декана факультета социологии. Как социолог он основал Никарагуанскую ассоциацию социальных ученых (ANICS), которую возглавлял до 1978 г., в 1978—1980 гг. — президент Центральноамериканского общества социологии (ACAS) и в 1980—1982 гг. — вице-президент Латиноамериканского общества социологии (ALAS). С 1982—1984 гг. он возглавлял Национальное общество исследований реальности (SERENA), а с 1985—1987 гг. в качестве исполнительного директора — Исследовательский центр социальных наук (CEIS).
В последние годы диктатуры Анастасио Сомосы в качестве Генерального секретаря Независимой либеральной партии был одним из наиболее видных представителей оппозиции.
После победы Сандинистской революции вошёл в состав правительства страны, в 1979—1982 гг. — министр труда Никарагуа.
Обладая президентскими амбициями, в 1984 г. участвовал в выборах на пост главы государства, но снял свою кандидатуру за две недели до выборов, которые состоялись 4 ноября, из-за отсутствия честной конкуренции и избирательных гарантий. Тем не менее, избирательная комиссия не сняла его кандидатуру, и официально он занял третье место. Пытался стать официальным кандидатом в президенты от Национального оппозиционного союза в 1990 г., но проиграл внутренние выборы, на которых была избрана Виолета Барриос де Чаморро. В качестве компенсации он был кандидатом в вице-президенты.
В 1990—1995 гг., после победы на выборах, занимал пост вице-президента Никарагуа.
На президентских выборах 1996 г. набрал лишь 0,32 % голосов.
В августе 2013 г. Национальная ассамблея Никарагуа наградила его золотой медалью чести за «выдающиеся заслуги и заслуги перед страной».
Является автором ряда монографий по политическим процессам и международным отношениям.